# Revistas Españolas de Ciencias Sociales y Humanidades (RESH)
Revistas Españolas de Ciencias Sociales y Humanidades (RESH) es un instrumento desarrollado por diferentes grupos de investigación de la Universidad de Granada y del Consejo Superior de Investigaciones Científicas (CSIC), cuyo objeto es la evaluación de las revistas científicas de Ciencias Sociales y Ciencias Humanas en España mediante el uso de indicadores de calidad. 

## Concepto e historia
RESH surge como resultado de un proyecto anterior ("Valoración integrada de las revistas españolas de Ciencias Sociales y Humanas mediante la aplicación de indicadores múltiples") y lo hace para aunar diferentes trabajos desarrollados por el Grupo de Investigación de Evaluación de Publicaciones Científicas (EPUC) del CSIC y por el Grupo de Evaluación de la Ciencia y de la Comunicación Científica (EC3) de la Universidad de Granada. Se trataba de reunir de alguna manera una serie de indicadores que ya habían sido desarrollados, aplicados y actualizados por ambos grupos con éxito. Está financiado por el Plan Nacional de I+D+i.
Se trata de una herramienta de utilidad cuyo objetivo es ofrecer un perfil lo más completo posible de las revistas científicas españolas de Ciencias Sociales y Humanidades y está dirigida a evaluadores de la actividad científica, pues amplía la variedad de indicadores de estudio; investigadores, pues facilita la búsqueda de revistas apropiadas para realizar publicaciones; editores, pues aporta un dato objetivo sobre la calidad de sus propias revistas; y por último a bibliotecarios y documentalistas, cuando necesitan basarse en algún tipo de criterio de calidad para seleccionar las publicaciones que deben adquirir para la formación de colecciones óptimas.
El 12 de diciembre de 2011 se presentó una nueva versión y portal web a la comunidad científica mediante un comunicado.

## Indicadores
Para evaluar las revistas, RESH se basa en cuatro aspectos relacionados con la calidad.

### Calidad editorial
Se juzga la calidad del proceso editorial de cada revista en torno a 73 indicadores agrupados según la agencia de evaluación que los contempla: 21 criterios de CNEAI, 22 de la 
Agencia Nacional de Evaluación de la Calidad y Acreditación (ANECA) y 33 de Latindex. 

### Difusión
Se calcula en función del número de bases de datos, nacionales o internacionales, en las que la revista está recogida.

### Reputación y prestigio
Se estima partiendo de la revisión por pares, llevada a cabo mediante una encuesta que engloba la opinión de la comunidad científica española.

### Impacto científico
Se mide mediante las citas recibidas por las publicaciones recibidas en la Web of Science, además de otras 400 revistas españolas de Ciencias Sociales y de Ciencias Humanas.